# زبان بودو
زبان بودو (انگلیسی: Bodo language) زبانی چینی-تبتی است که عمدتاً توسط مردمان بودو در شمال شرق هند، نپال و بنگلادش تکلم می‌شود.این زبان، زبان رسمی منطقه خودمختار بودولند و هم‌چنین از زبان‌های رسمی آسام محسوب می‌شود.